# Бредихин, Фёдор Александрович
Фёдор Алекса́ндрович Бреди́хин (1831, Николаев — 1 [14] мая 1904, Санкт-Петербург) — русский астроном, заслуженный профессор и декан физико-математического факультета Московского университета, ординарный академик по астрономии Императорской Академии наук (1890), директор обсерватории Московского университета и Пулковской обсерватории. Тайный советник.
Брат И. А. Бредихина.

## Биография
Происходил из старинной дворянской семьи потомственных морских офицеров — сын капитан-лейтенанта флота. Был старшим из девяти детей (6 братьев и 3 сестры) Александра Фёдоровича и Антонины Ивановны Бредихиных. Родился 26 ноября (8 декабря) 1831 года или 1 декабря 1831 года. По утверждению, обнаруживших в 2013 году свидетельство о рождении Ф. А. Бредихина, кандидата исторических наук С. В. Касаткиной и доктора физико-математических наук М. Е. Сачкова сам Фёдор Александрович в XX веке отмечал свой день рождения 1 декабря.
Детство провёл в имении отца в селе Солониха под Херсоном; увлекался поэзией, музыкой, владел несколькими иностранными языками. Ранним пробуждением склонности к математике и естественным наукам он был обязан своему первому воспитателю и домашнему учителю — бывшему директору Херсонской гимназии З. И. Соколовскому.
Учился в пансионе при Ришельевском лицее в Одессе (1845—1849) и Ришельевском лицее (1849—1851), который окончил с золотой медалью. В 1851 году поступил в Московский университет, где был одним из учеников профессора М. Ф. Спасского. Окончил физико-математический факультет Московского университета в 1855 году и был оставлен при университете на два года для приготовления к профессорскому званию. На последних курсах под влиянием профессора астрономии А. Н. Драшусова избрал своей специальностью астрономию.
Деятельность Бредихина долгие годы была связана с Московским университетом; 23 октября 1857 года он был назначен исполняющим должность адъюнкта на кафедре астрономии. В 1862 году защитил магистерскую диссертацию «О хвостах комет», а в 1865 году — докторскую диссертацию «О возмущениях комет, не зависящих от планетных притяжений». Занимал должность экстраординарного профессора в 1863—1865 годах, ординарного профессора — с 1865 года. В период сентябрь 1867 — март 1868 гг. был в Италии, где знакомился с работами Общества итальянских спектроскопистов; общался с А. Секки, Дж. Скиапарелли и др. В 1873—1876 годах состоял деканом физико-математического факультета Московского университета; 26 декабря 1877 года был произведён в действительные статские советники. С 1882 года — заслуженный профессор Московского университета. В 1873—1890 годах — директор университетской обсерватории; 1 января 1889 года получил чин тайного советника. Создал «московскую астрофизическую школу». В 1890—1895 годах Ф. А. Бредихин был директором Пулковской обсерватории.
Преподавал астрономию также на женских курсах — Лубянских и курсах Герье.

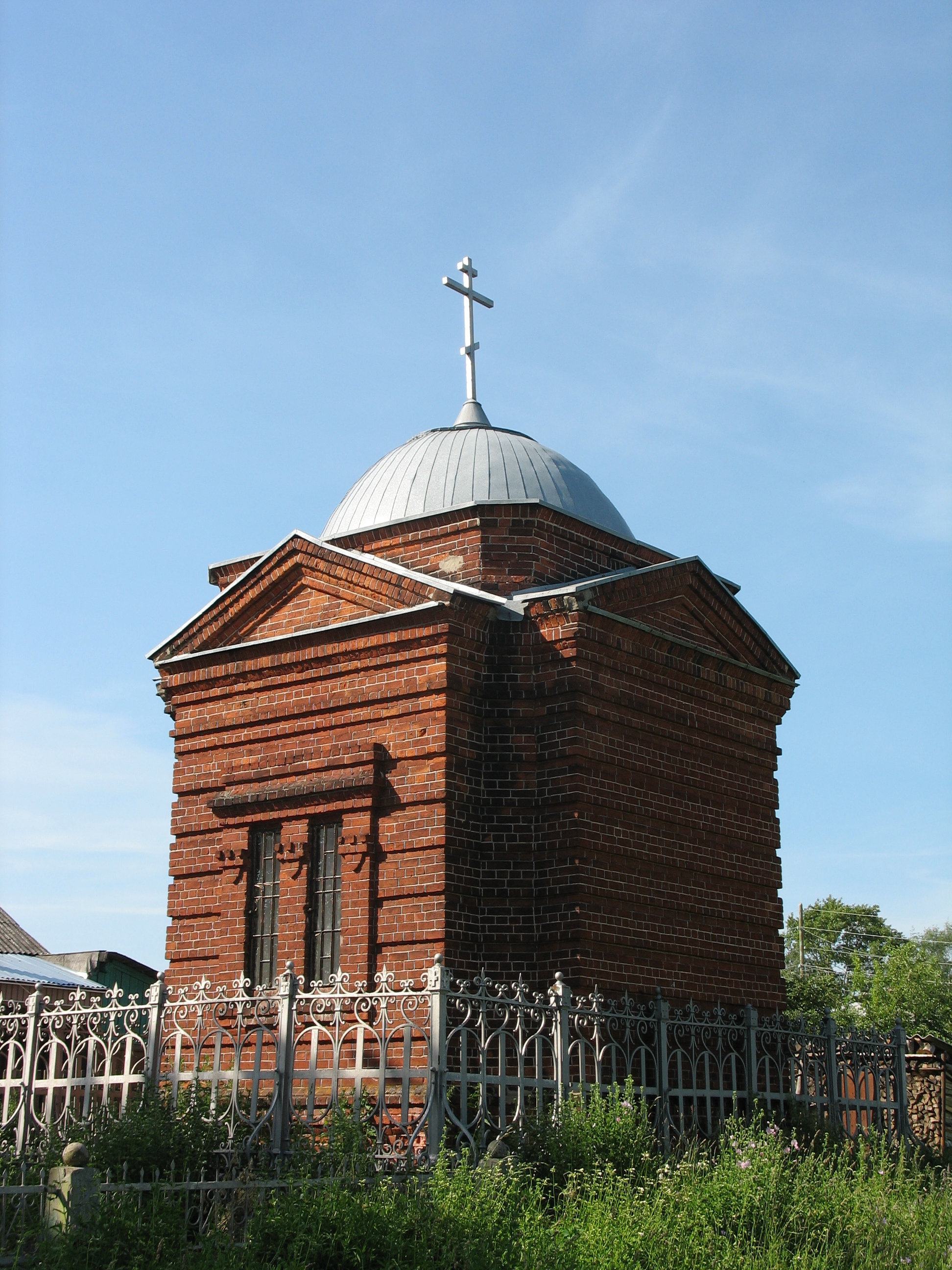
Склеп Бредихиных в Заволжске (Ивановская область)

Скончался от воспаления лёгких в Санкт-Петербурге 1 (14) мая 1904 года, на 73-м году жизни. Похоронен, согласно завещанию, в селе Владычное (ныне Бредихино, Заволжск), на погосте Богоявленье. Там были погребены его жена Анна Дмитриевна, урождённая Бологовская (?—1892) и сын Дмитрий, застрелившийся в 1888 году.

## Научные интересы

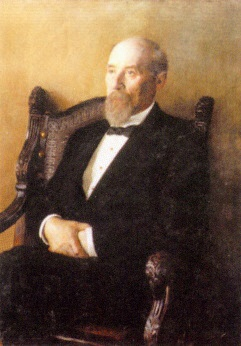
Ф. А. Бредихин в 1897 году,
картина Г. K. Бакмансона

Исследования Бредихина охватывают почти все основные разделы астрономии того времени. С исключительной точностью наблюдал он на меридианном круге, измерял на рефракторе микрометром положения малых планет, исследовал ошибки микрометрического винта и так называемые личные ошибки наблюдателя. При непосредственном его участии начались систематические наблюдения хромосферы Солнца протуберанц-спектроскопом, фотографирование солнечных пятен и факелов, исследования поверхности Луны и планет Марса и Юпитера. В 1875 году в числе первых, вслед за У. Хёггинсом, начал изучение химического состава излучающих газовых туманностей. Внёс немалый вклад и в другие области — от инструментальной оптики до гравиметрии. Однако главным направлением его исследований было изучение комет, начатое ещё в 1858 году. Развил и усовершенствовал теорию Бесселя, создал наиболее полную в то время «механическую теорию кометных форм», которая позволила описать движение вещества не только вблизи головы, но и в хвосте кометы. В основе этой теории лежало положение, согласно которому хвосты комет состоят из частичек, вылетающих из ядра кометы в направлении Солнца и затем начинающих двигаться от Солнца под действием его отталкивающих сил. Бредихин определил величины ускорений для нескольких десятков кометных хвостов, что позволило ему в 1877 году создать их классификацию, по которой хвосты комет делятся на три основных типа. В 1884 году он выделил ещё и четвёртый тип хвостов (аномальный), который встречается редко и лишь в сочетании с нормальным. Классификация кометных форм Бредихина сохранилась и в настоящее время. На основе своей теории Бредихин сделал ряд выводов о химическом составе хвостов различных комет, но они не подтвердились. Одним из первых начал изучение спектров голов комет. Развил и расширил выдвинутую Дж. Скиапарелли теорию образования метеорных потоков в результате распада ядра кометы. Результаты этих исследований были опубликованы в «Этюдах о происхождении космических метеоров и образовании их потоков» (1903).
Вёл большую общественную деятельность. Был президентом Московского общества испытателей природы (1886—1890), членом Русских астрономического общества (и его председателем в 1891—1893 годах), членом Русского географического общества, действительным членом Леопольдино-королевской АН в Галле (1883), член-корреспондент Лондонского королевского астрономического и Ливерпульского астрономического обществ (1884), Общества итальянских спектроскопистов (1889), членом-корреспондентом Бюро долгот в Париже (1894), почётным членом Харьковского университета (1891),  Московского университета (1897) и др.
За выдающиеся достижения в области астрономии была учреждена премия имени Ф. А. Бредихина.

## Награды
- орден Св. Станислава 2-й ст. (1866)
- орден Св. Анны 2-й ст. (1871)
- орден Св. Владимира 3-й ст. (1874)
- орден Св. Станислава 1-й ст. (1881)
- орден Св. Анны 1-й ст. (1885)
- орден Св. Владимира 2-й ст. (1892)

## Адреса
- до 1890 года — Москва, Потаповский переулок, дом 6.
- 1899 год — 1 мая 1904 года — Санкт-Петербург, Пушкинская улица, дом 14, кв. 6.
- 1860—1904 — усадьба «Погост» (ныне Бредихино, на окраине Заволжска)[7].

## Память
- Памятник в Заволжске[9][10].
- Именем Бредихина назван астероид (786) Бредихина, открытый Францем Кайзером 20 апреля 1914 года в Гейдельберге, Германия.
- В 1970 году в честь Фёдора Александровича Бредихина назван кратер на Луне
- В честь Ф. А. Бредихина названы[11]:
  - гора Бредихина (Баренцево море, Новая Земля, название присвоено в 1896 году участниками экспедиции Академии наук).
  - гора Бредихина (Антарктида, горы Принс-Чарльз, 71°06′ ю.ш., 66°51′ з.д., гора обследована в 1972—1973 гг. Советской Антарктической экспедицией)
  - хребет Бредихина на архипелаге Шпицберген (76°50′ с.ш., 16°30′ в.д., название присвоено в 1899—1901 г.).
- В СССР были выпущены почтовые марки, посвященные Ф. А. Бредихину.
- Населённый пункт Бредихино Заволжского района (Ивановской области)(57°28′45″ с. ш. 42°09′39″ в. д.HGЯO).
- Улица Бредихина в Кинешме.
- Площадь Бредихина в Заволжске (57°29′01″ с. ш. 42°08′48″ в. д.HGЯO).
- Переулок Бредихина в Заволжске.
- Имя Фёдора Бредихина носило рефрижераторное судно Латвийского Морского Пароходства..
- Экспозиция в Заволжском краеведческом музее[7][12].
- Конференции «Бредихинские чтения», проводятся с 1983 года[13][14].
- В АН СССР учреждена премия имени Бредихина (1946) за выдающиеся работы в области астрономии [15].

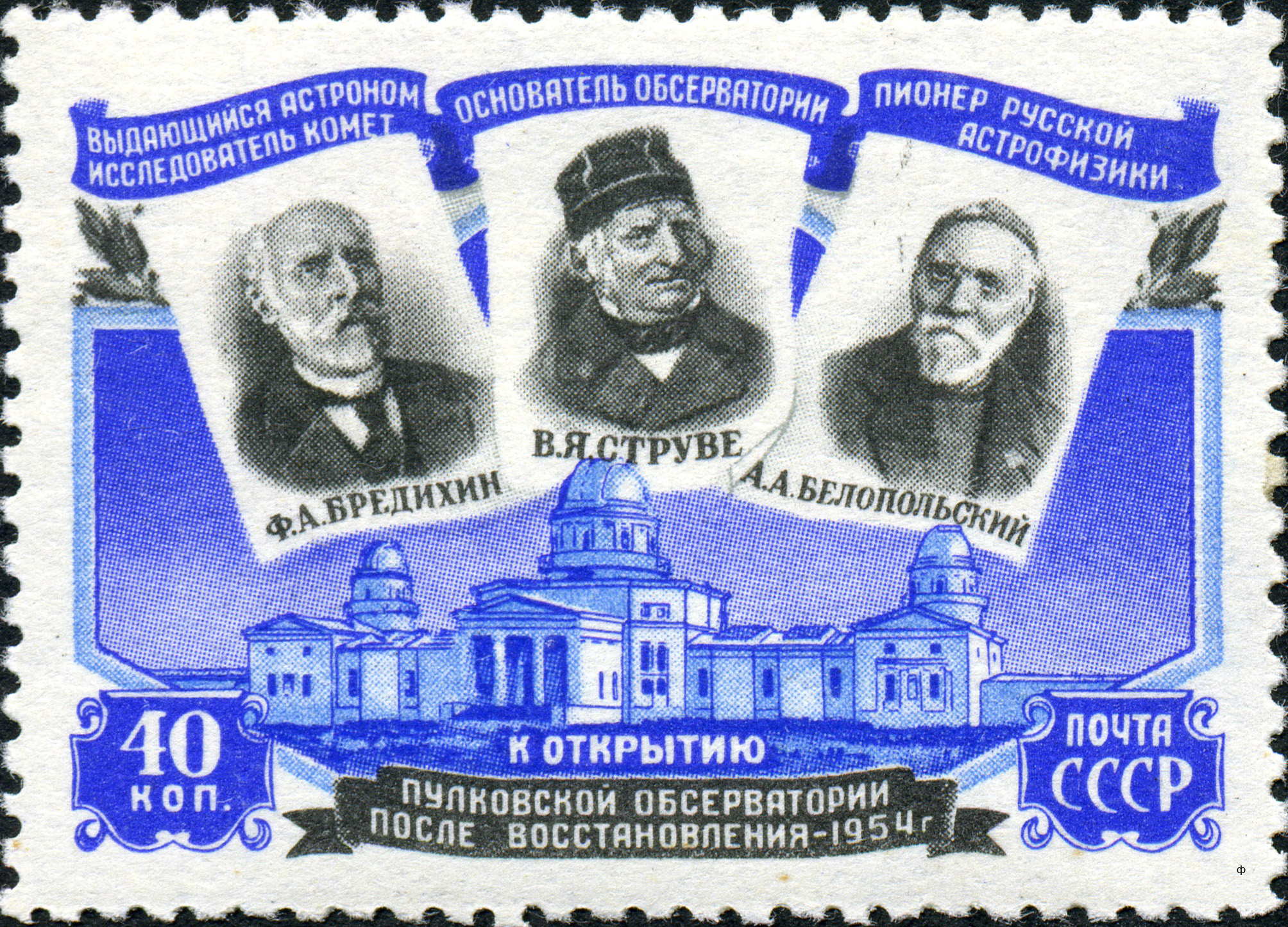
Почтовая марка СССР, 1954 год: Ф. А. Бредихин, В. Я. Струве, А. А. Белопольский
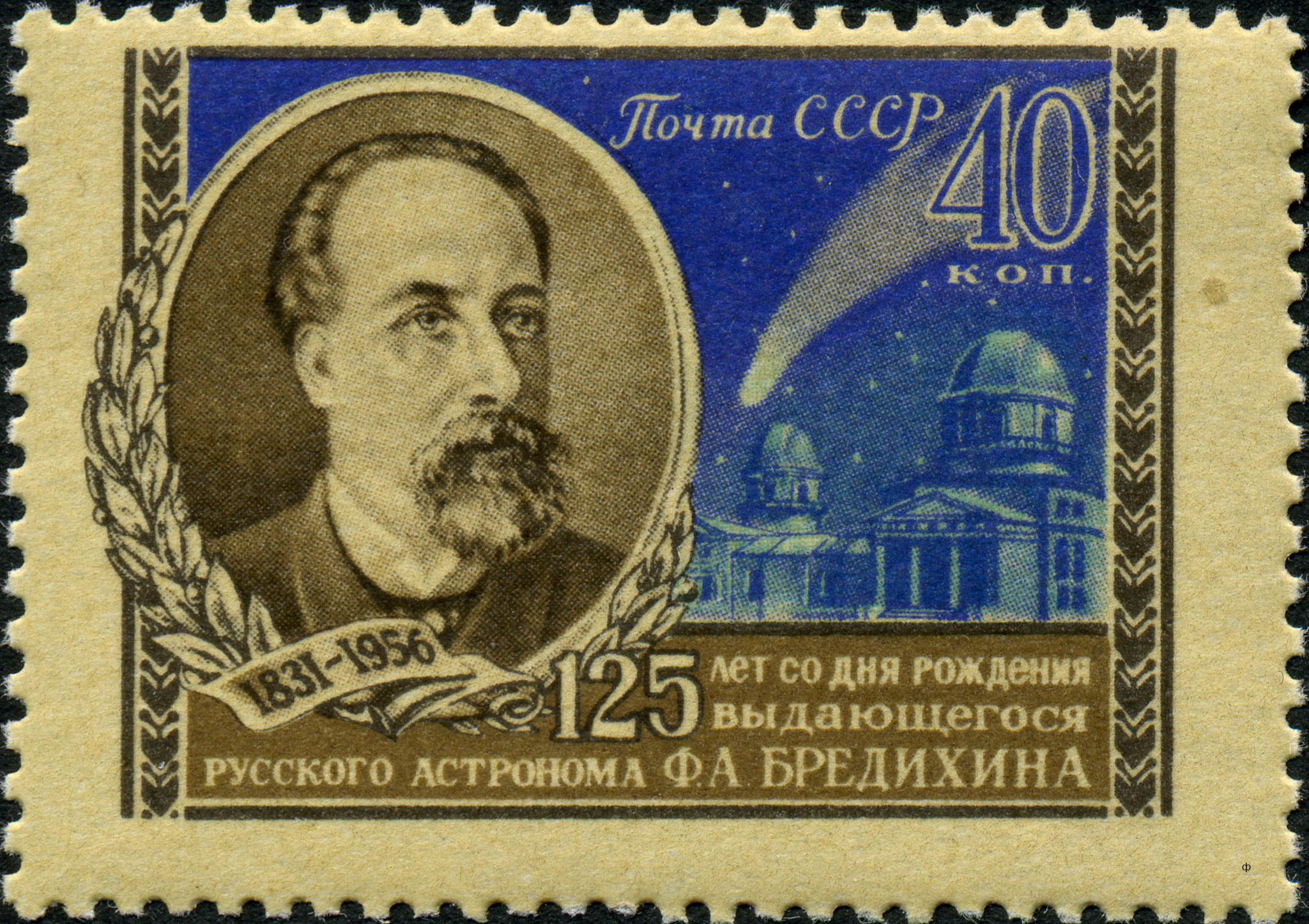
Почтовая марка «125 лет со дня рождения», 1956 год